# Мост влюблённых (Тюмень)
«Тюменский Мост Влюблённых» — вантовый пешеходный мост через реку Тура в Центральном округе города Тюмени.

## История
Строительство моста началось в июне 1985 года, и 26 июля в 1987 году, через 5 лет после обрушения старого деревянного моста, новый вантовый мост был открыт. Вопреки распространённому заблуждению, новый мост построен не на месте старого. Деревянный мост располагался по улице Щербакова, а пешеходный - на Красноармейской. Это хорошо видно на старых фотографиях. Насыпь, для въезда на деревянный мост и характерная петля на ул.Береговой, хорошо видны на панорамах Яндекс вплоть до 2020г. В то время этот мост назывался Пешеходным.
В 1988 году произошло обрушение аналогичного моста через Москву-реку в г. Воскресенске. В связи с этим в 1989 году тюменский мост обследовали проектировщики и дополнительно укрепили береговую опору. Изначально на мосту были установлены скамейки, но их пришлось убрать, так как мост не был рассчитан на значительную нагрузку.
При испытаниях на мост загоняли столько КамАЗов, сколько могло уместиться. На фото 1987г. можно насчитать 18 КамАЗов. 
В конце 90-х годов в Тюмени существовал неофициальный клуб любителей банджи-джампинга, члены которого прыгали с моста на верёвке. Но в сентябре 1999 года произошла трагедия — из-за некачественного оборудования 16-летний подросток разбился насмерть. После этого данные прыжки запретили.
В 2003 году местными диджеями Марией Кондратович и Тимуром Шквал на мосту был организован конкурс «Самый долгий поцелуй». После этого Главе города Степану Киричуку было предложено переименовать мост из Пешеходного в Мост Влюблённых. 26 июля молодожёны из тюменских ЗАГСов во главе с директором радиостанции «Красная Армия» В. Богоделовым и Главой администрации торжественно перерезали на мосту красную ленту. В 2004 году светотехнической компанией «МТ Электро» опоры моста были оснащены сложной осветительной системой. Подсветка моста была выполнена с расчётом, чтобы свет не мешал проходящим по реке судам, поскольку Тура является судоходной.
В 2016—2017 гг. проведён капитальный ремонт мостового сооружения и проведена замена функционального и архитектурного освещения на современную динамическую управляемую осветительную установку. Официальное открытие моста после капитального ремонта состоялось 29 июля 2017 года в День города Тюмени, в честь праздника на Мосту Влюблённых состоялось грандиозное светомузыкальное шоу.

## Современное состояние
В настоящее время мост является местом свидания влюблённых пар и главной достопримечательностью Тюмени. С 2005 года люди вешают замки любви, часто с различными гравировками, на перила моста, после чего выкидывают ключ в реку. Так, всего за несколько последующих лет на мост повесили более тысячи различных замков, максимально допустимая их масса составляет 4,5 тонны. Примерно раз в два года замки приходится срезать, чтобы уменьшить нагрузку на мост. Также у тюменцев есть традиция обязательно посещать мост после свадьбы, устраивая на нём свадебную фотосессию. У входа на мост висят часы, помогающие влюблённым парам на свиданиях. Мостом пользуются и жители Старой Зареки, которые переходят по нему на левый берег. По указанию Главы города мост обнесли ночным архитектурным освещением, а на опору моста тюменские активисты "Молодой Гвардии Тюменской Области" водрузили российский флаг. На мосту также работает Wi-Fi. В будущем планируется перекрасить мост из серого в яркие цвета и даже разместить на нём фонтан. В День святого Валентина жители Тюмени выкладывают под мостом на льду Туры огромное сердце из лепестков роз и фотографий.

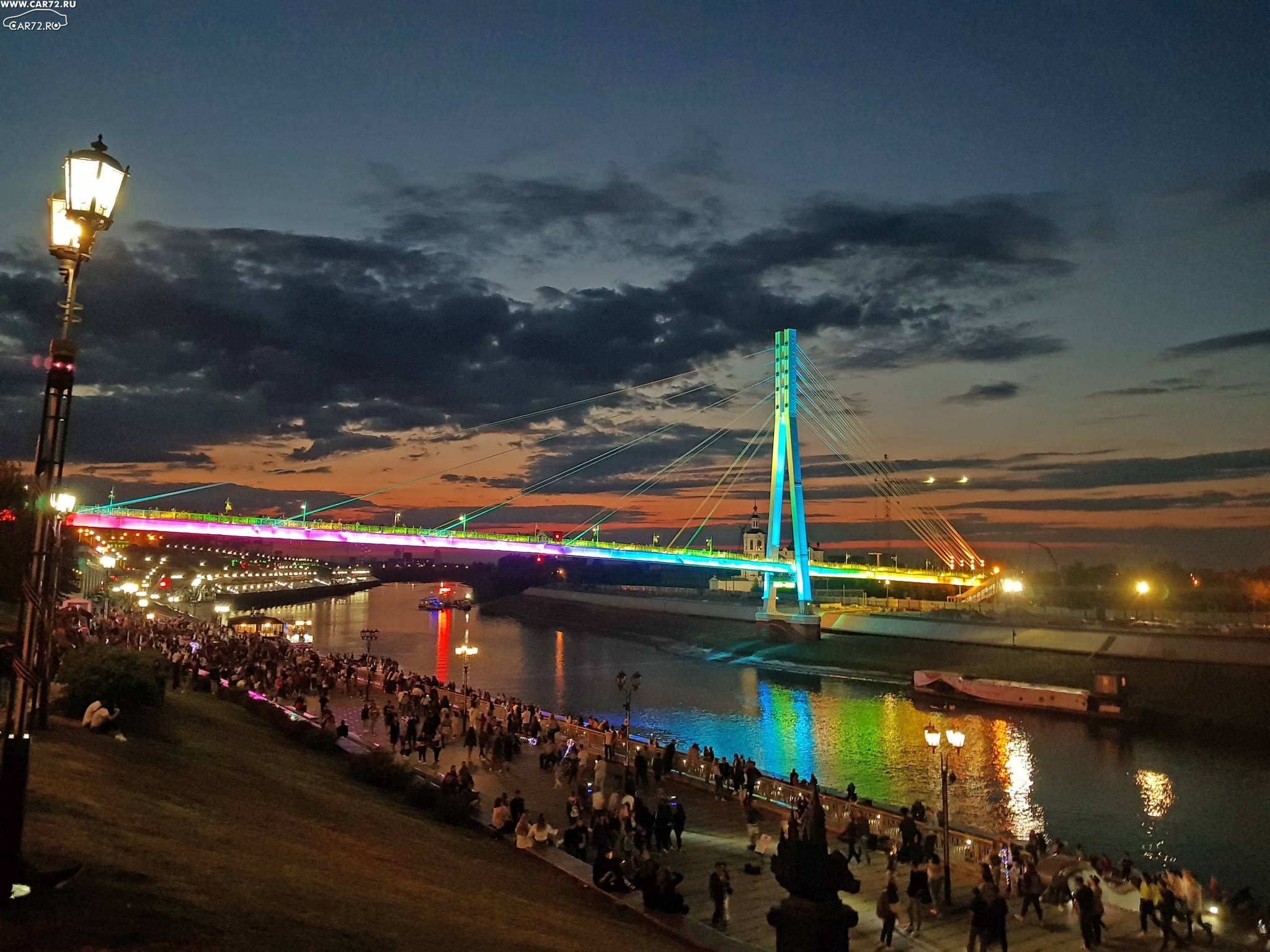
Мост вечером.

## Самоубийства
Являясь самым романтичным местом города и одним из главных его достопримечательностей, мост также пользуется большой популярностью среди тюменских самоубийц, которые бросаются с него в реку. По рейтингу он находится на первом месте в городе. Примерно два раза в год на этом мосту происходит самоубийство с летальным исходом. Когда река свободна ото льда, из-за течения тела многих самоубийц находят далеко не сразу. Также довольно часто работники Службы поддержки и неравнодушные прохожие снимают с моста людей, собирающихся покончить с собой. Главный врач-психиатр Тюменской области Евгений Родяшин высказал предположение, что после покраски моста в яркие цвета в 2017 году количество самоубийств на нём должно будет сократиться.